# DB-Baureihe 490
Bei der Baureihe 490 handelt es sich um elektrische Triebzüge speziell für das Hamburger S-Bahn-Netz. Neben Einheiten für das 1200-V-Gleichstromnetz werden auch Zweisystemtriebzüge beschafft, die zusätzlich im mit 15 kV Wechselspannung bei 16,7 Hz elektrifizierten Netz verkehren können.

## Geschichte

### Planung und Fertigung
Im Rahmen des neuen Verkehrsvertrages der S-Bahn Hamburg sollen die Züge der DB-Baureihe 472 durch Neubaufahrzeuge ersetzt werden. Im Juni 2013 gewann Bombardier die Ausschreibung bzw. erhielt den Auftrag zur Fertigung von zunächst 60 dreiteilige Einheiten. Im Januar 2016 besuchte S-Bahn-Vorstand Kay-Uwe Arnecke zusammen mit Pressevertretern die Fertigungshallen des Herstellers Bombardier in Hennigsdorf bei Berlin.

### Probebetrieb
Von Oktober 2016 bis Frühling 2018 fuhren die Vorserienzüge im Probebetrieb durch das Hamburger S-Bahn-Netz.

### Probleme
Beim Probebetrieb wurden einige technische Probleme an den Triebzügen festgestellt. Deshalb wurde die zulässige Geschwindigkeit auf nur 80 km/h begrenzt. Somit war auch ein Betrieb auf der S3 nach Stade nicht möglich. Im Jahr 2019 wurde die zulässige Geschwindigkeit auf 95 km/h angehoben. Die Züge waren somit betrieblich nur noch marginal leistungsschwächer als die Vorgängerbaureihe 474. Der Einsatz auf der Linie S3 wurde damit möglich. Seit November 2020 sind die Züge für 140 km/h zugelassen. Seit Dezember 2020 wird diese Geschwindigkeit auf der S3 im Wechselspannungsnetz ausgefahren.
Die Betriebsstabilität wurde auf der S21 durch häufige Türstörungen beeinflusst. Zum Ende des Jahres 2019 konnten diese Probleme deutlich verringert werden.
Die Auslieferung verzögerte sich aufgrund erheblicher Probleme an Soft- und Hardware. Die bereits gelieferten Fahrzeuge wurden erneut zu Bombardier gebracht, um die schadhaften Primärfedern zu tauschen. Der Tausch war im November 2020 abgeschlossen.

### Fahrgastbetrieb
Nach erfolgreicher Zulassung sollte der Probebetrieb mit Fahrgästen im Frühjahr 2018 auf allen S-Bahn-Linien beginnen. Im April 2018 wurden in den Einheiten der Baureihe 474 und an öffentlichen Reklametafeln Plakate mit Abbildung der neuen Baureihe 490 und der Aufschrift: „Öffnet bald die Türen: Hamburgs neustes Wahrzeichen. Der neue ET 490 kommt. So läuft’s in Hamburg.“ plakatiert. Der Fahrgasteinsatz begann am 24. Mai 2018 mit den ersten beiden zugelassenen Einheiten.
Seitdem verkehren die neuen Züge größtenteils auf der Linie S21. Zum Teil kommen sie auch auf der Linie S3 zum Einsatz. Noch bis zum Dezember 2018 sollten rund 60 Einheiten der neuen Baureihe unterwegs sein. Anfang Oktober 2018 wurde bekannt, dass sich die Auslieferung von 50 Zügen bis voraussichtlich Mitte 2019 verzögern wird. Die Fahrzeuge ersetzten primär die Baureihe 472 auf den Linien S21 und S2. Von Herbst 2019 bis Frühling 2020 wurde ein Zug auf der S3 eingesetzt. Seit Dezember 2020 kommen die Züge planmäßig auf der S3 zum Einsatz. Zwischen Dezember 2019 und Sommer 2020 wurde die S31 komplett auf diese Züge umgestellt. Außerdem verkehren einige Einheiten seit Dezember 2020 auf der Linie S11. Ein Einsatz auf der S1 ist nicht vorgesehen.

### Beschaffung
Anfänglich sollten insgesamt 60 Züge bestellt werden, wovon 56 Ein- und 4 Zweisystemeinheiten sein sollten. Später wurde die Bestellung angepasst. Nun werden 29 Ein- und 31 Zweisystemeinheiten gebaut.

#### Optionen
Option 1 (Verstärkung innerstädtischer Verkehr) – 22 Einsystemzüge:
Verstärkung des städtischen Verkehrs für die durchgehende S31 bis Neugraben, längere Betriebszeiten der S11 und S2 sowie zur Einrichtung einer S32. Eingelöst in zwei Lieferlosen:
- Lieferlos 1: 12 weitere Züge bis 2018
- Lieferlos 2: 10 weitere Züge bis 2019

Option 2 (S21 Kaltenkirchen) – 20 Zweisystemzüge:
Umstellung der S21 (ab Dezember 2023: S5) auf Zweisystemzüge im Zuge einer Verlängerung bis Kaltenkirchen.
- Bestellung im September 2021

Option 3 (S4-Ost Bad Oldesloe) – 29 Zweisystemzüge:
Für die S4 bis Bad Oldesloe werden weitere 29 Zweisystem-Triebzüge benötigt.
- Bestellung im September 2021

Option 4 (S4-West Itzehoe/Wrist) – 15 Zweisystemzüge:
Im Falle einer Verlängerung der S4 von Altona bis Itzehoe/Wrist werden weitere 15 Zweisystem-Einheiten benötigt.
- Bestellung im September 2021

Im März 2021 wurde bekannt, dass die Stadt Hamburg und die S-Bahn Hamburg die Beschaffung 64 weiterer Zweisystemzüge planen. Die verbindliche Bestellung beim Hersteller erfolgte im September 2021. Die neu zu beschaffenden Einheiten sollen ab Werk mit Fahrzeuggeräten des europäischen Zugbeeinflussungssystems ETCS ausgestattet und für den automatisierten Betrieb ausgerüstet sein. Der Vertragsabschluss wurde im September 2021 verkündet. Die Fahrzeuge sollen ab dem zweiten Halbjahr 2023 bis spätestens 30. Juni 2024 geliefert werden. Der Auftragswert beträgt rund 500 Millionen Euro.

#### Übersicht
| Bestellung | Anzahl Fahrzeuge | Einsystem-Fahrzeuge | Zweisystem-Fahrzeuge | Bestellung     | Liefertermine |
| ---------- | ---------------- | ------------------- | -------------------- | -------------- | ------------- |
| Basis      | 60               | 29                  | 31                   | Juni 2013      |               |
| Option 1   | 22               | 22                  | -                    |                | 2018/2019     |
| Option 2   | 64               | -                   | 20                   | September 2021 | 2025/2026     |
| Option 3   | 64               | -                   | 29                   | September 2021 | 2025/2026     |
| Option 4   | 64               | -                   | 15                   | September 2021 | 2025/2026     |
| SUMME      | 146              | 51                  | 95                   |                |               |

## Technik

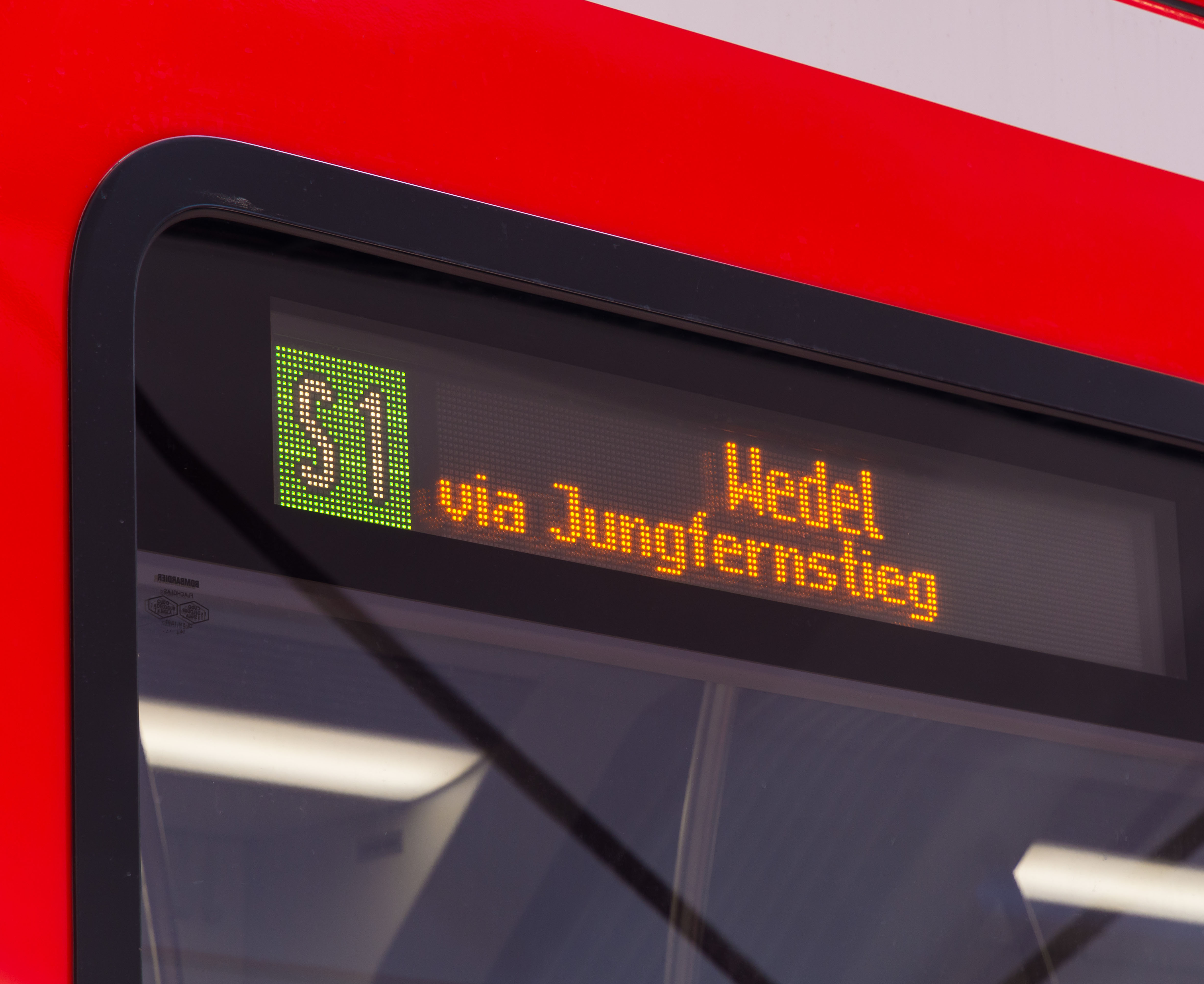
Zugzielanzeiger

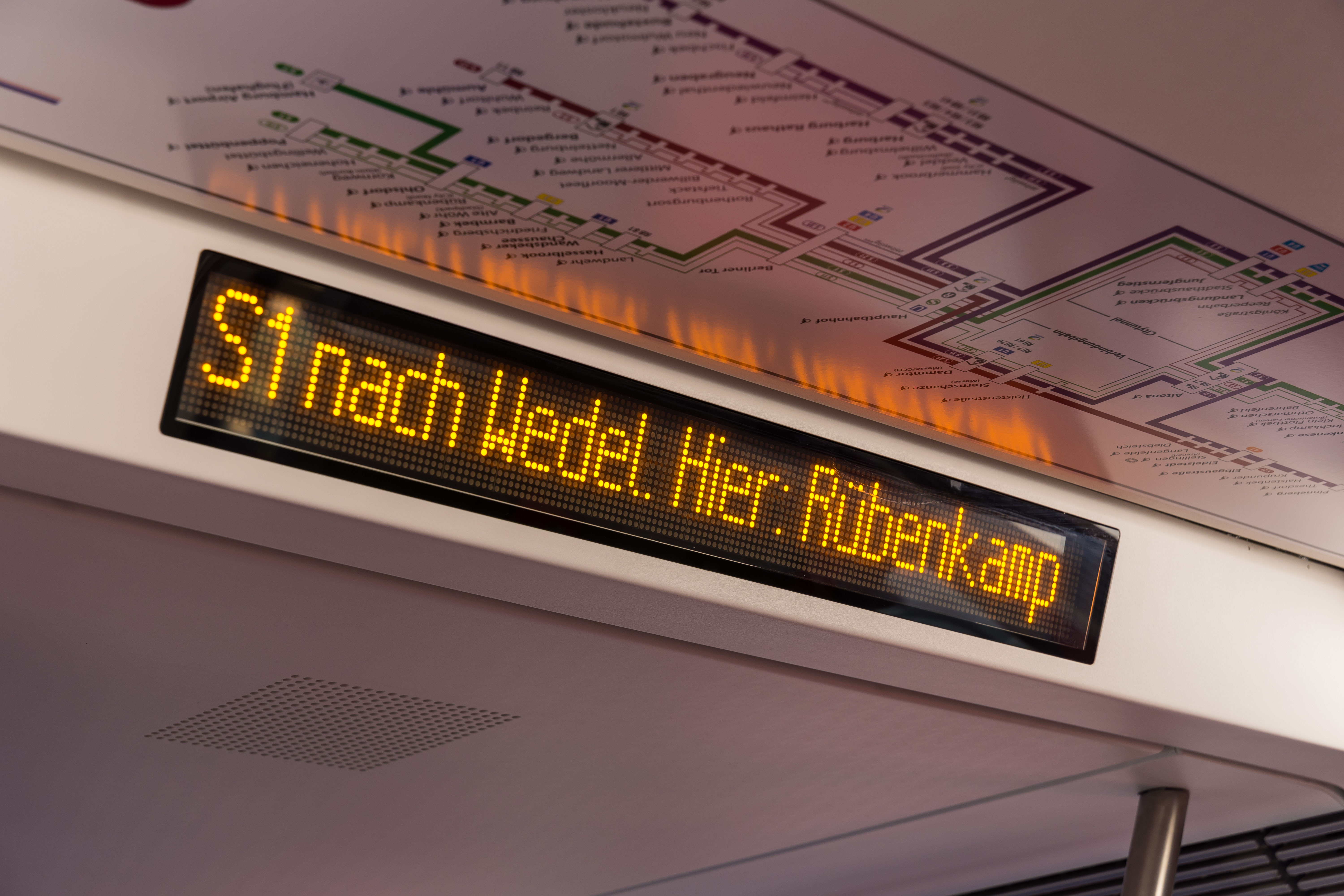
Anzeigetafel im Inneren des Fahrzeuges

Es handelt sich um dreiteilige Triebzüge, deren Endwagen jeweils über einen Führerstand mit Crash-Absorbern verfügen. Alle Wagen verfügen beidseitig über drei Einstiegstüren, die Endwagen zusätzlich über je eine Führerstandstür. Die Mittelwagen und zusätzlich die dem Mittelwagen zugewandten Drehgestelle der Endwagen sind angetrieben. Die Hochspannungsausrüstung ist im Mittelwagen untergebracht. Der Haupttransformator befindet sich unterflur in zwei Bodenwannensegmenten.
Die Einholmstromabnehmer für Wechselstrom sind auf dem Mittelwagen angeordnet, die Stromschienenstromabnehmer für Gleichstrom seitlich an den Drehgestellen der Endwagen.
Als erste der Hamburger S-Bahn sind die Triebzüge der Baureihe 490 klimatisiert.
Zudem gibt es ein modernes Fahrgastinformationssystem. Über vier Monitore pro Wagen werden die nächsten Stationen angezeigt, außerdem Informationen über Sehenswürdigkeiten entlang der Strecke. In den Zügen gibt es neue Ansagen. An den größeren Bahnhöfen wird die Linie und das Zugziel sowohl im Innenraum als auch außen auf dem Bahnsteig auf Deutsch und Englisch durchgesagt. Über vier Kameras pro Wagen in der Decke erfolgt die Videoüberwachung.
82 Triebzüge des ersten Abrufs sollen mit ETCS und ATO GoA 2 nachgerüstet werden, wie im April 2025 bekannt wurde. Bis 2029 sollen vier Triebzüge prototypisch durch Alstom umgerüstet und wieder zugelassen werden, die Serienausrüstung durch die DB mit Belieferung und Unterstützung Alstoms erfolgen. Der Auftragswert für Alstom liegt bei über 60 Millionen Euro.

## Gestaltung
Die Triebwagen sind verkehrsrot lackiert, an der Dachkante und oberhalb der Bodenwanne ein weißer Zierstreifen, die Fahrgasttüren sind weiß abgesetzt. Die Fensterpartie an der Stirnfront ist schwarz gehalten, umrahmt von einem silberfarbenen „H“ für Hamburg.
Für die Gestaltung der Baureihe 490 gewann der Hersteller Bombardier den Designpreis Brandenburg und den German Design Award 2015.

## Betrieb
Die Einheiten der Baureihe 490 sind auf vielen Strecken im Hamburger Netz unterwegs, primär auf der S3, wo nahezu alle Umläufe mit der Baureihe 490 befahren werden, werktags als Langzug mit 3 Einheiten, zu den übrigen Zeiten als Vollzug in Doppeltraktion. Ein Einsatz auf der regulären S1 ist aufgrund des Trennens und Vereinigens der Züge in Ohlsdorf ausgesprochen selten.
| Linie | Verlauf                                                                                         | planmäßiger Einsatz |
| ----- | ----------------------------------------------------------------------------------------------- | ------------------- |
| S 1   | Wedel–Blankenese–Jungfernstieg–Ohlsdorf–Airport/Poppenbüttel                                    | —                   |
| S 2   | Altona–Dammtor–Bergedorf–Aumühle                                                                | mehrere Umläufe     |
| S 3   | Pinneberg–Elbgaustraße–Jungfernstieg–Harburg–Neugraben(–Buxtehude–Stade im Wochendnachtverkehr) | alle Umläufe        |
| S 5   | Elbgaustraße–Dammtor–Harburg–Neugraben–Buxtehude–Stade                                          | einzelne Umläufe    |